# Salvage (berging)
Salvage is de berging van gezonken of in moeilijkheden geraakte schepen, maar ook het (be)redden van goederen na een calamiteit zoals bij brand of waterschade.

## Berging van schepen
De term werd oorspronkelijk gebruikt in het Engels voor het bergen van scheepswrakken, het redden van bemanningen of het veiligstellen van goederen aan boord van een schip.
Het Nederlandse bedrijf Smit Internationale heeft bijvoorbeeld een dochteronderneming genaamd Smit Salvage. Dit bedrijf is wereldwijd bekend en heeft verschillende spraakmakende salvage-operaties uitgevoerd. Ook het bedrijf Mammoet heeft een dochteronderneming opgericht genaamd Mammoet Salvage. Mammoet verwierf grote bekendheid door het bergen van de Russische kernonderzeeër Koersk die op 12 augustus 2000 met 118 bemanningsleden aan boord verging in de Barentszzee.

## Brandweer
De brandweer gebruikt de term salvage voor het redden van goederen in een brandend of deels uitgebrand pand of bij andere (kans op) schades zoals waterschade. Het is dan zaak om de goederen zo veel mogelijk te beschermen tegen verdere schade. Zo kunnen goederen uit het pand verwijderd worden of bijvoorbeeld met zeilen afgedekt worden.

## Stichting Salvage
De Stichting Salvage is in 1986 opgericht door de gezamenlijke Nederlandse brandverzekeraars om de belangen van de gedupeerden en hun verzekeraar na brand te behartigen. Tijdens of na afloop van een brand kan de brandweer de stichting waarschuwen waarna deze binnen een uur een afgevaardigde op de plek des onheils heeft. Deze persoon regelt dan de opvang van de eventuele (niet-gewonde) slachtoffers en de verdere redding van goederen zodra de brandweer zover klaar is dat het pand veilig betreden kan worden.